# Irene Dalis
Irene Dalis (* 8. Oktober 1925 in San José, Kalifornien; † 14. Dezember 2014 ebenda) war eine US-amerikanische Opernsängerin in den Stimmlagen Mezzosopran und Alt.

## Leben

### Familie und Ausbildung
Dalis wurde als Yvonne Dalis geboren. Ihr Vater war griechischer Abstammung und war mit 14 Jahren als Immigrant in die Vereinigten Staaten gekommen; ihre Mutter war Italienerin. Dalis war das jüngste von fünf Kindern der Familie und lernte als Kind bereits das Klavierspiel. Während ihres Studiums an der San José State University entdeckte sie ihr Interesse am Gesang und entschied sich für eine Gesangsausbildung. Sie studierte Gesang  zunächst in New York City bei Edyth Walker und bei dem US-amerikanischen Tenor Paul Althouse. Weiterführende Studien folgten in Europa. In Mailand war der Deutsche Otto Mueller ihr Gesangslehrer; von ihm erhielt sie den Namen Irene. In Berlin war die Altistin Margarete Klose ihre Gesangslehrerin.

### Karriere
1953 gab Dalis ihr Bühnendebüt als Opernsängerin am Landestheater Oldenburg. Sie sang die Rolle der Prinzessin Eboli in Verdis Oper Don Carlos. Von 1955 bis 1960 war sie anschließend als „Erste Altistin“ an der Städtischen Oper Berlin engagiert. Ihre Antrittsrolle war hier ebenfalls die Prinzessin Eboli. Sie sang dort außerdem Ulrica in Un ballo in maschera, Brangäne in Tristan und Isolde und Assunta in Die Heilige von der Bleeker Street von Gian Carlo Menotti.
Im März 1957 gab sie, ebenfalls als Prinzessin Eboli, ihr Debüt an der Metropolitan Opera in New York. Sie war dort für insg. 19 Spielzeiten engagiert. Sie sang 22 verschiedene Rollen und trat in insgesamt 274 Vorstellungen der MET auf. Zu ihren Rollen an der MET gehörten u. a. Amneris in Aida, Azucena in Il trovatore, Lady Macbeth in Macbeth, Santuzza in Cavalleria rusticana und Dalila in Samson et Dalila. Im späteren Verlauf ihrer Karriere sang Dalis an der MET auch einige Charakterrollen, so Herodias in Salome (Februar 1973), Zita in Gianni Schicchi (1974–1976), Frugola in Il tabarro (1976) und Zia Principessa in Suor Angelica (ebenfalls 1976).
In den Vereinigten Staaten trat Dalis außerdem an der Lyric Opera of Chicago (Herbst 1958), an der San Francisco Opera (u. a. 1959 als Amme in der US-amerikanischen Erstaufführung der Oper Die Frau ohne Schatten; 1967 als Brangäne), sowie an den Opernhäusern von Miami, Philadelphia und Seattle auf.
Große Erfolge hatte Dalis insbesondere in Europa. 1958 gab sie ihr Debüt an der Covent Garden Opera in London mit der Rolle der Ortrud in Lohengrin. Sie gastierte dort regelmäßig in den folgenden Jahren. Bei den Bayreuther Festspielen übernahm sie 1961–1963 die Rolle der Kundry in Parsifal; sie war dort die erste US-Amerikanerin in dieser Rolle. 1962 sang sie in Bayreuth auch die Ortrud in Lohengrin. 1966 gastierte sie mit dem Ensemble der Hamburger Staatsoper in London. Sie sang dort an der Sadler’s Wells Opera in der britischen Erstaufführung der Oper Die Frau ohne Schatten die Rolle der Amme. Von 1967 bis 1971 hatte sie einen festen Gastvertrag mit der Hamburger Staatsoper. Dalis sang in Europa außerdem am Gran Teatre del Liceu in Barcelona und am Teatro San Carlo in Neapel. 1977 gab Dalis ihre Opernkarriere auf und zog sich von der Bühne zurück.

### Gesangslehrerin und Operndirektorin
Nach dem Ende ihrer Gesangslaufbahn kehrte Dalis in ihre kalifornische Heimat nach San José zurück. Sie unterrichtete als Gesangslehrerin an der San José State University und richtete ein eigenes Gesangsstudio für junge Studenten ein. 1984 übernahm sie die Leitung der San José Opera. Dalis legte den Schwerpunkt auf die Ausbildung und Förderung des Sängernachwuchses. Dalis brachte alljährlich vier Opernproduktionen heraus. Kinder- und Schultheater waren wesentliche Bestandteile des Spielplans. Dalis führte die San José Opera nach dem Vorbild eines dualen Systems, bestehend aus Opernhaus und Gesangsstudio. Dalis leitete die San José Opera fast 30 Jahre lang. Im Juni 2014 übergab sie ihr Amt endgültig an ihren Nachfolger Larry Hancock.

### Auszeichnungen und Privates
1986 wurde Dalis die Ehrenbürgerwürde der Stadt San José verliehen. 1987 erhielt sie einen Ehrendoktortitel der Santa Clara University.
Dalis war verwitwet. Ihr aus Kuba stammender Ehemann George Loinaz, ein Verleger (book editor), war 1990 gestorben. Aus der Ehe stammte eine Tochter, Alida Loinaz. Dalis starb nach kurzer Krankheit.

## Stimme, Repertoire und Tondokumente
Die Stimme von Irene Dalis wurde insbesondere wegen ihres „tonalen Reichtums“ und ihres Ausdrucks in dramatischen Opernrollen geschätzt. Dalis sang auf der Bühne schwerpunktmäßig die dramatischen Rollen für Mezzosopran und Alt in den Opern von Giuseppe Verdi, Richard Strauss und Richard Wagner. Zu ihren weiteren Opernrollen gehörten Venus in Tännhäuser, Fricka und Waltraute in Der Ring des Nibelungen, Klytämnestra in Elektra und Iphigénie en Aulide sowie die Küsterin in Jenůfa.
Original-Studioaufnahmen und kommerzielle Aufnahmen, die Dalis’ Stimme auf Schallplatte dokumentieren, liegen nur relativ wenige vor. Es existieren jedoch zahlreiche Live-Aufnahmen, insbesondere Rundfunkaufnahmen aus der Metropolitan Opera, in denen Dalis u. a. neben Jussi Björling, Leonie Rysanek, Leontyne Price, Franco Corelli und Carlo Bergonzi zu hören ist. Veröffentlicht wurden Live-Mitschnitte aus der MET, u. a. von Il trovatore (Februar 1961, mit Corelli/Price), Don Carlos (April 1961 mit Corelli; März 1964, mit Rysanek/Corelli), Aida (März 1962, mit Corelli), Das Rheingold (1961) und Die Walküre (Dezember 1961). Erhalten ist auch ein, später auch mehrfach auf CD veröffentlichter Aida-Livemitschnitt von 1960 aus der San Francisco Opera, in der Dalis eine „auffahrende“ Amneris neben Leonie Rysanek und Jon Vickers singt. Bei Philips erschien ein Original-Mitschnitt des Bayreuther Parsifal von 1961 unter der musikalischen Leitung von Hans Knappertsbusch. Später wurden auch Mitschnitte des Parsifal aus den Jahren 1962 und 1963 veröffentlicht, ebenfalls mit Hans Knappertsbusch am Pult. Außerdem existiert ein Lohengrin-Mitschnitt vom April 1967 aus Cleveland, mit Dalis in der Rolle der Ortrud.